# Umberto Calcinai
Umberto Primo Calcinai (Wellington, 2 febbraio 1892 – Wellington, 26 luglio 1963) è stato un rugbista a 15 e allenatore di rugby a 15 neozelandese, primo giocatore di origini italiane a rappresentare la Nuova Zelanda.

## Biografia
Nato in una famiglia originaria della Toscana, Calcinai, così come altri membri della sua famiglia, legò tutta la sua carriera di club alla squadra del Pōneke di Wellington.
Esercitante la professione di ingegnere comunale a Wellington, Calcinai fu convocato a trent'anni, nel 1922, nella Nazionale neozelandese che si recò in un breve tour in Australia: lì disputò 4 incontri a Sydney (due vittorie e due sconfitte) contro la selezione del Nuovo Galles del Sud; tornato in patria disputò un ulteriore match contro i connazionali NZ Māori nella natìa Wellington.
A parte le cinque citate presenze non disputò alcun test match.
Numerosi membri della famiglia di Umberto Calcinai hanno avuto ruoli di rilievo, sia nel Pōneke che a livello provinciale, anche se nessuno, a parte lui, vestì l'uniforme degli All Blacks: suo fratello Duilio (Dooley) rappresentò la provincia di Wellington in tre incontri nel 1908, e la stessa cosa fece uno dei suoi figli, Victor "Vic", negli anni quaranta, mentre un altro figlio, Umberto Primo junior, giocò a livello locale; ancora Vic fu allenatore del Pōneke negli anni cinquanta e suo figlio Colin (nipote di Umberto), chirurgo plastico, militò a sua volta nel Poneke e fece parte del comitato medico della federazione rugbistica neozelandese negli anni novanta.